# ヴァシル・ショポフ
ヴァシル・デテリノフ・ショポフ（Vasil Detelinov Shopov (ブルガリア語: Васил Шопов、1991年11月9日 - ）は、ブルガリア・プレヴェン出身のプロサッカー選手。ツァルスコ・セロ・ソフィア所属。ポジションは、ミッドフィールダー（攻撃的ミッドフィールダー）。